# Verwaltungsgemeinschaft Bad Sulza
Die Verwaltungsgemeinschaft Bad Sulza lag im thüringischen Landkreis Weimarer Land. In ihr waren die Stadt Bad Sulza und zwölf Gemeinden zur Erledigung ihrer Verwaltungsgeschäfte zusammengeschlossen. Verwaltungssitz war in Bad Sulza.

## Die Gemeinden
- Auerstedt
- Bad Sulza, Stadt
- Eberstedt
- Flurstedt
- Gebstedt
- Großheringen
- Ködderitzsch
- Niedertrebra
- Obertrebra
- Rannstedt
- Reisdorf
- Schmiedehausen
- Wickerstedt

## Geschichte
Die Verwaltungsgemeinschaft wurde am 1. April 1992 gegründet. Zum 15. Februar 1996 erfolgte die Auflösung und Bad Sulza wurde die erfüllende Gemeinde für alle anderen Mitgliedsgemeinden.